# Ray Mabus

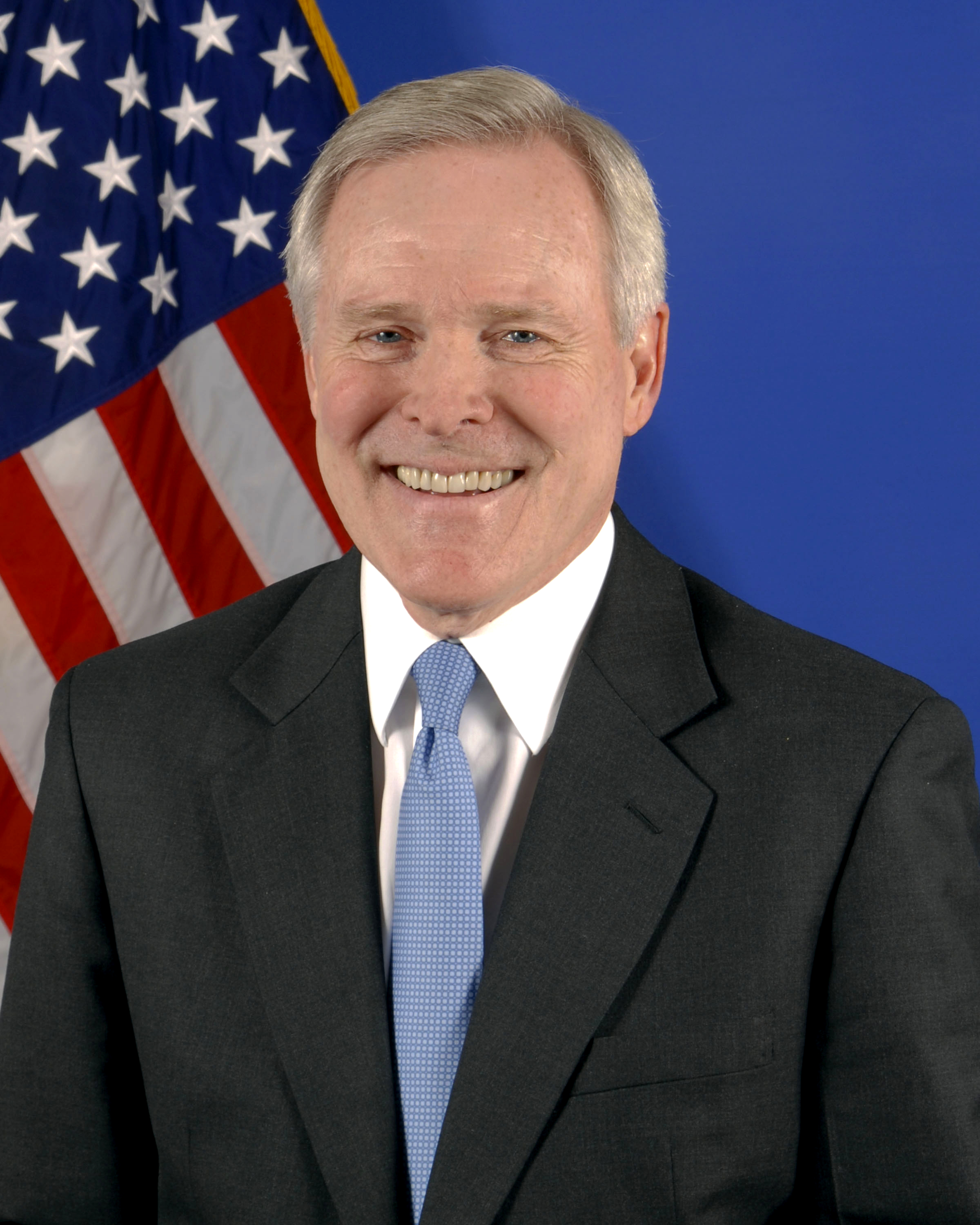
Ray Mabus i maj 2009.

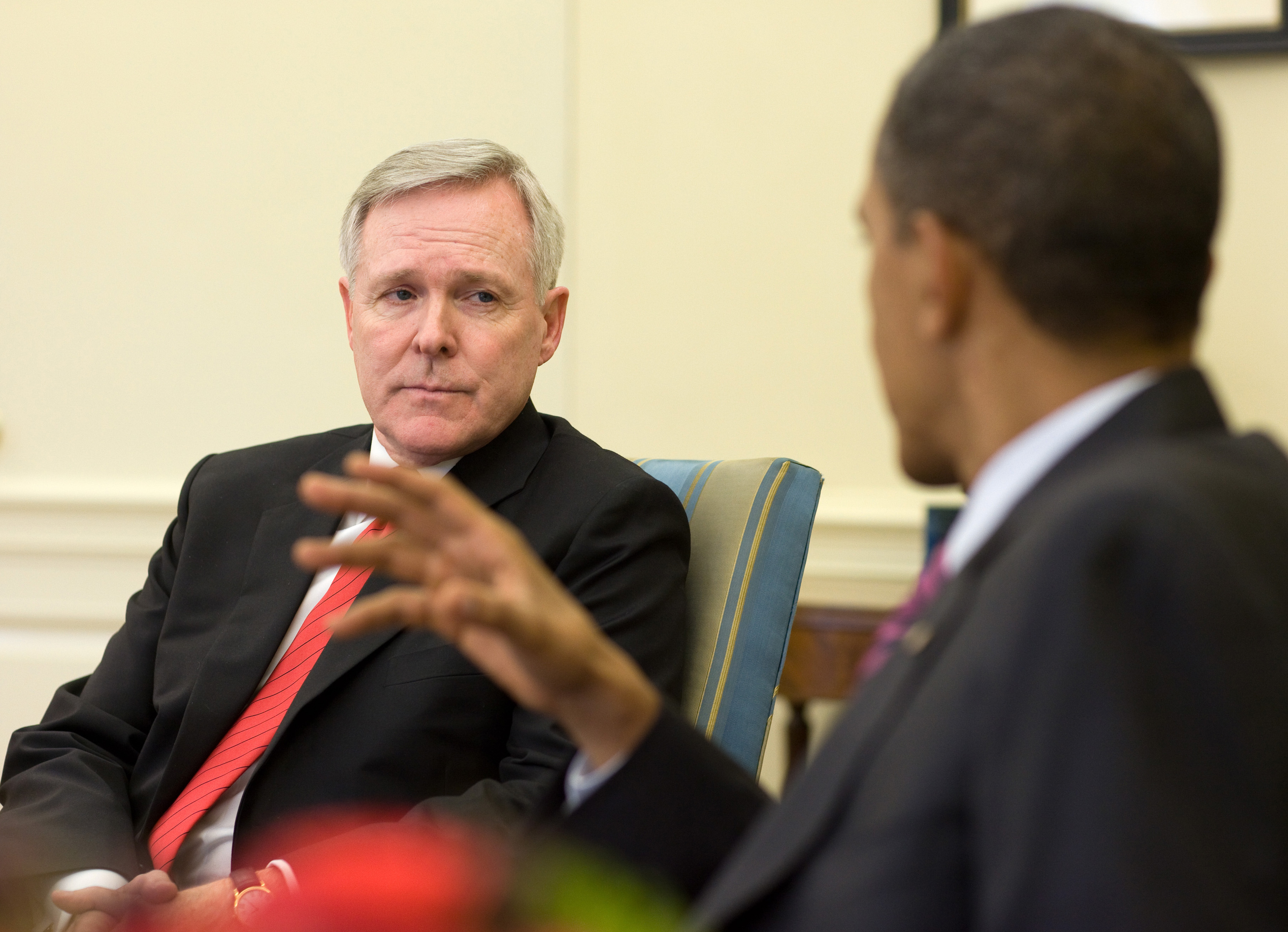
Ray Mabus i juni 2010.

Raymond Edwin "Ray" Mabus, född 11 oktober 1948 i Starkville, Mississippi, är en amerikansk demokratisk politiker. Mabus var mellan 1988 och 1992 guvernör för delstaten Mississippi. Från maj 2009 till januari 2017 var han USA:s marinminister.

## Biografi
Ray Mabus växte upp i Ackerman, Mississippi som ende son till ortens järnaffärshandlare. Han tog examen vid University of Mississippi, mastersexamen vid Johns Hopkins University och juristexamen vid Harvard Law School med hedersbetygelser (magna cum laude). Mabus var under några år yrkesofficer i USA:s flotta och tjänstgjorde ombord på kryssaren USS Little Rock. Han var för en tid notarie vid den femte federala appellationsdomstolen samt jurist arbetandes för representanthusets jordbruksutskott. När William Winter valdes till Mississippis guvernör återvände han till delstaten för att jobba för denne. 1983 valdes Mabus till Mississippis delstatsrevisor, som vilken han gjorde sig känd som en effektiv bekämpare av korruption och annan förskingring av skattemedel. 1987 vann Ray Mabus guvernörsvalet i Mississippi med 53 procent av rösterna och var vid tidpunkten USA:s yngste delstatsguvernör. Han vann med sloganen "Mississippi kommer aldrig mer vara sist igen" och profilerades som "Söderns nya ansikte". Som guvernör genomförde han en nationellt uppmärksammad utbildningsreform: B.E.S.T. (Better Education for Success Tomorrow). Mabus besegrades i valet 1991 av Kirk Fordice.
Ray Mabus utnämndes av president Bill Clinton som USA:s ambassadör till Saudiarabien, vilket han tjänstgjorde som mellan 1994 och 1996. Efter orkanen Katrinas härjningar 2005 startade han hjälporganisationen Help and Hope Foundation som hjälpte barn och deras familjer som drabbades. Mabus har varit aktiv för Rand Corporation och Council on Foreign Relations, samt föreläst om mellanöstern vid sitt gamla universitet, University of Mississippi. 2006 tillträdde han som VD och styrelseordförande för det konkursdrabbade Foamex International som han lyckades vända till lönsamhet på ett år.
Redan under 2007 valde Mabus att stödja Illinois senatorn Barack Obamas kandidatur för presidentvalet 2008. Han utnämndes till marinminister av president Obama, och tillträdde posten de jure i maj 2009, men svors högtidligen in som marinminister av sin närmast överordnade chef, försvarsminister Robert Gates den 19 juni 2009, vid en ceremoni i det anrika Washington Navy Yard.
Mabus gjorde ett cameo-framträdande under hösten 2009, dock inte som sig själv, i avsnittet "Child's Play" i den populära tv-serien NCIS:s sjunde säsong.
I samband med oljekatastrofen 2010 i Mexikanska golfen gav president Obama marinminister Mabus i uppdrag att, i samverkan med berörda delstater och samhällen, ta fram en återställningsplan efter att läckaget upphört.